# وندکتی
وندکتی (به انگلیسی: Vendakkottai) یک روستا در هند است که در Pattukkottai Taluk واقع شده‌است.